# Агелют, Иоганн Готфрид
Иоганн Готфрид Агелют (нем. Johann Gottfried Ageluth; 1763, Рига — 1848, Лифляндская губерния) — пастор в Лифляндии.

## Биография
Родился в Риге 2 ноября 1763 года.
Учился в Домской школе (Рига), в Collegium Fridericianum (Кёнигсберг), в Виттенбергском и Йенском университетах. С 26 октября 1791 г. — пастор в Лембурге Лифляндской губернии; в ноябре 1836 получил звание консисторского советника. В ноябре 1841 года был удостоен ордена Святого Станислава в связи с 50-летием службы; 14 февраля 1842 года вышел в отставку.
В 1817 году избран почётным членом Лифляндского экономического общества. Как член (с 1826 года) Королевского Дженнеровского общества (англ. Royal Jennerian Society) для распространения оспопрививания он много содействовал этому делу и в 1843 году за свои труды на этом поприще был удостоен золотой медали от Императорского Вольного экономического общества в Петербурге.
Умер 12 мая 1848 года в Виттенгофе Рижского уезда.

### Семья
Отец — Иоганн Готфрид Агелют (нем. Johann Gottfried Ageluth; 14.4.1734, Кёнигсберг — 12.4.1805), конректор Домской школы, библиотекарь городской библиотеки.
Мать — Анна (урожд. фон Дрейлинг; нем. Anna von Dreyling; род. в Риге).
Жена (c 1.4.1792) — Иоганна Шарлотта Фробриг (нем. Johanna Charlotte Frobrig).

## Печатные труды
Составил Ливонский календарь. Писал в основном религиозные книги и лингвистические очерки. В 1817 году в Дерпте опубликовал четвёртое пересмотренное издание «Буклета неотложных советов для крестьян».

## Награды
- бронзовый крест в память войны 1812 года (1818)[3]
- орден Святого Станислава 3-й степени (ноябрь 1841)[3]
- золотая медаль Императорского Вольного экономического общества (1843)[1][3]

## Комментарии
1. ↑  Ныне — Малпилсский край, Латвия.